# Pueblo of Sandia Village (Novo México)
Pueblo of Sandia Village é uma Região censo-designada localizada no estado americano de Novo México, no Condado de Sandoval.

## Demografia
Segundo o censo americano de 2000, a sua população era de 344 habitantes.

## Geografia
De acordo com o United States Census Bureau tem uma área de 2,5 km², dos quais 2,5 km² cobertos por terra e 0,0 km² cobertos por água.

## Localidades na vizinhança
O diagrama seguinte representa as localidades num raio de 12 km ao redor de Pueblo of Sandia Village.